# Léon Belly
Léon Adolphe Auguste Belly, född 18 april 1827 i Saint-Omer i Hauts-de-France, död 24 mars 1877 i Paris, var en fransk konstnär. Han var framträdande inom landskapsmåleri och orientaliskt måleri. 
Han besökte 1849 Barbizon där han influerades av landskapsmålarna i Barbizonskolan och framför allt Théodore Rousseau. Under 1850-talet gjorde han flera resor till Mellanöstern och framför allt Egypten. Hans mest kända målning, Pèlerins allant à La Mecque (Pilgrimer på väg till Mecka, 1861), är utställd på Musée d'Orsay i Paris.

## Galleri

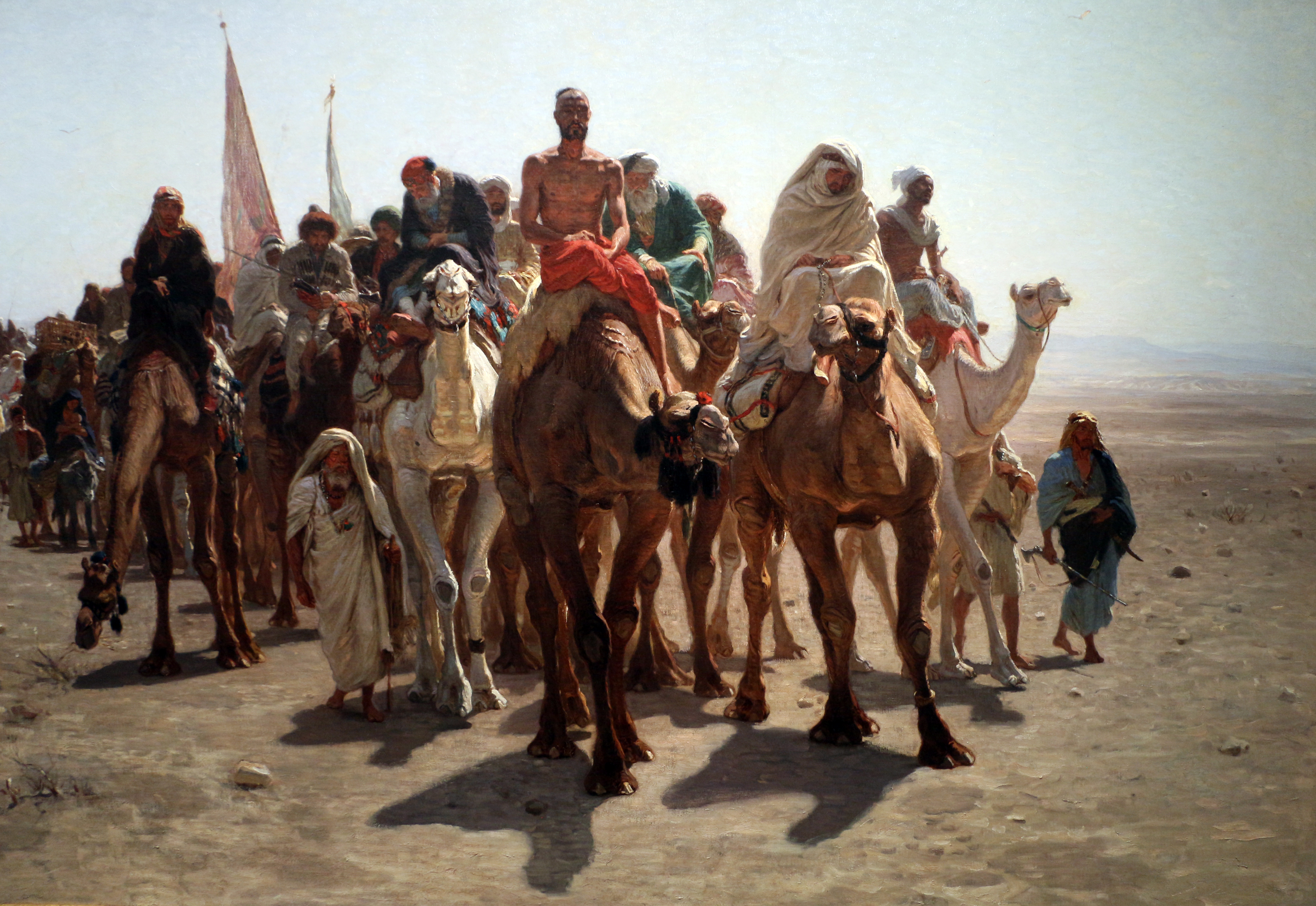
Pèlerins allant à La Mecque (1861) utställd på Musée d'Orsay i Paris.
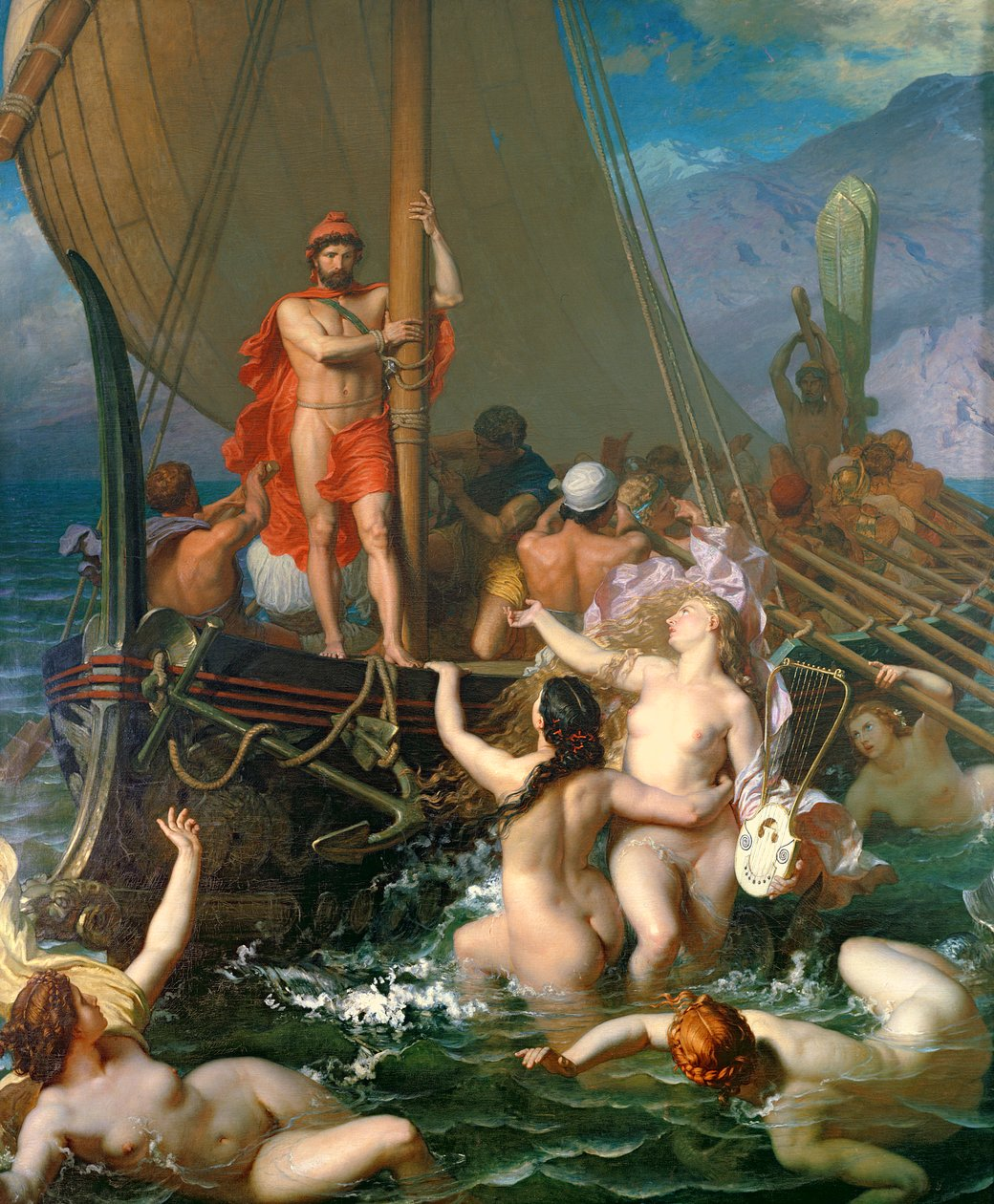
Les Sirènes (1867) på Musée de l'hôtel Sandelin i Saint-Omer.
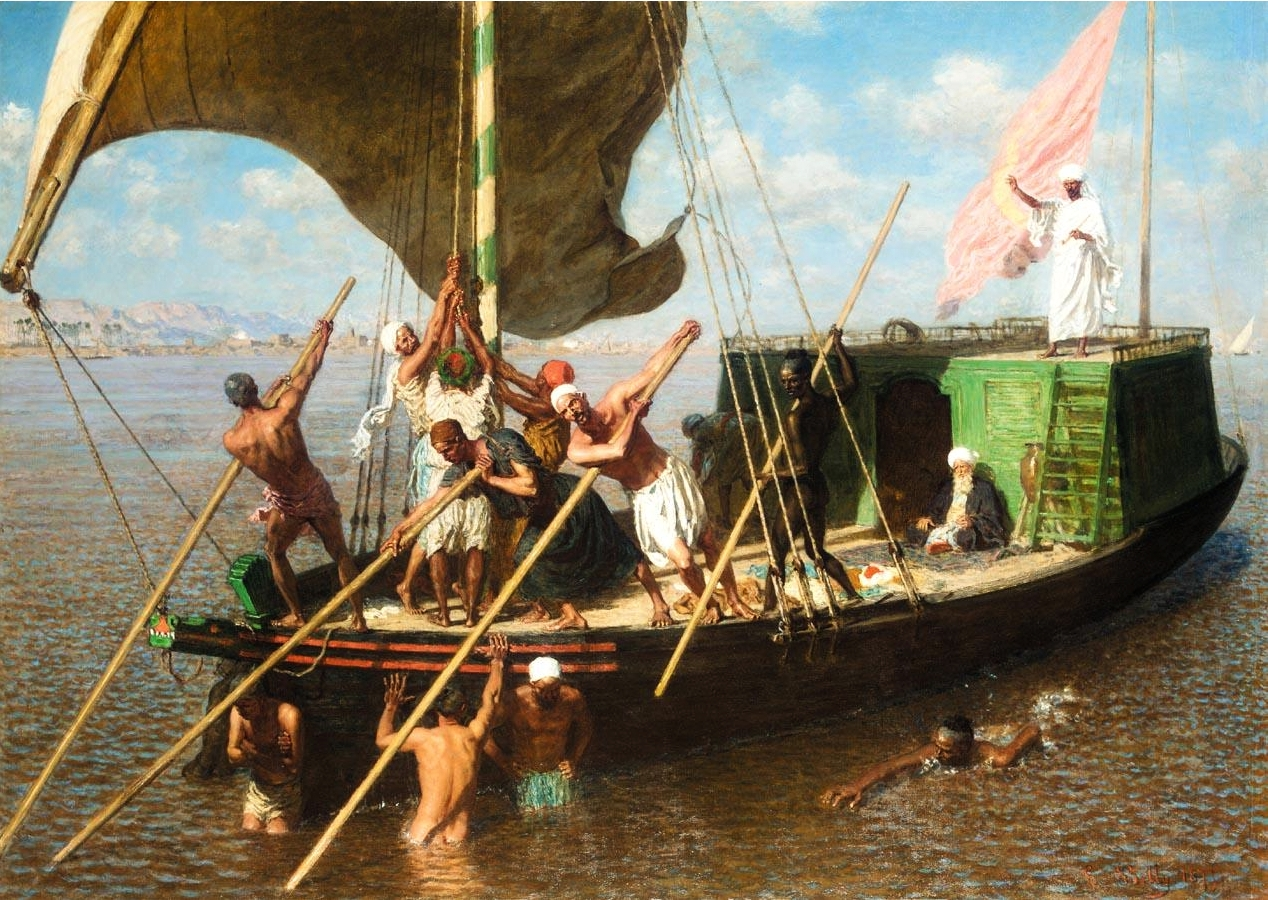
La dahabieh engravée, Égypte (1877). Privat ägo.
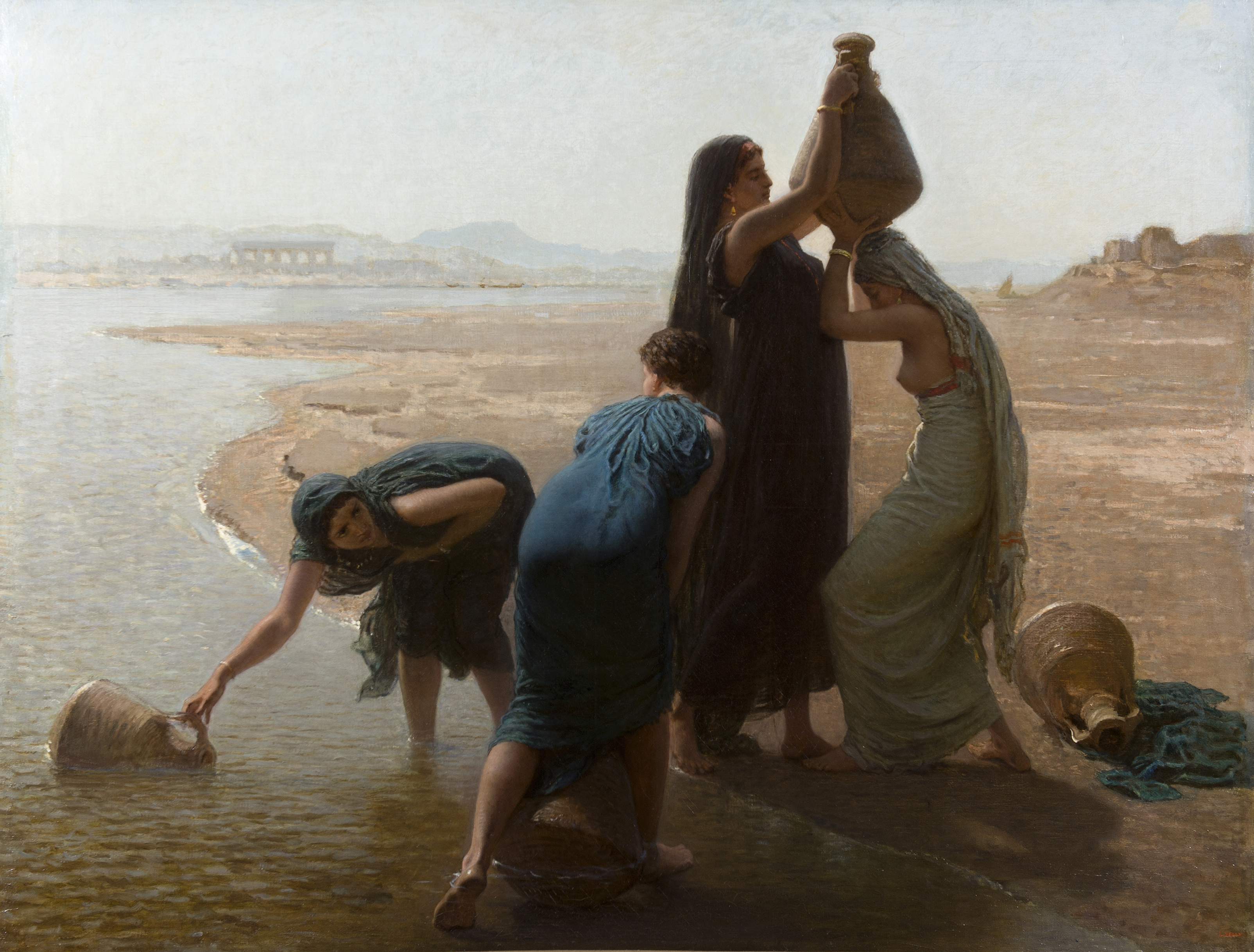
Femmes fellahs au bord du Nil (1856). Privat ägo.
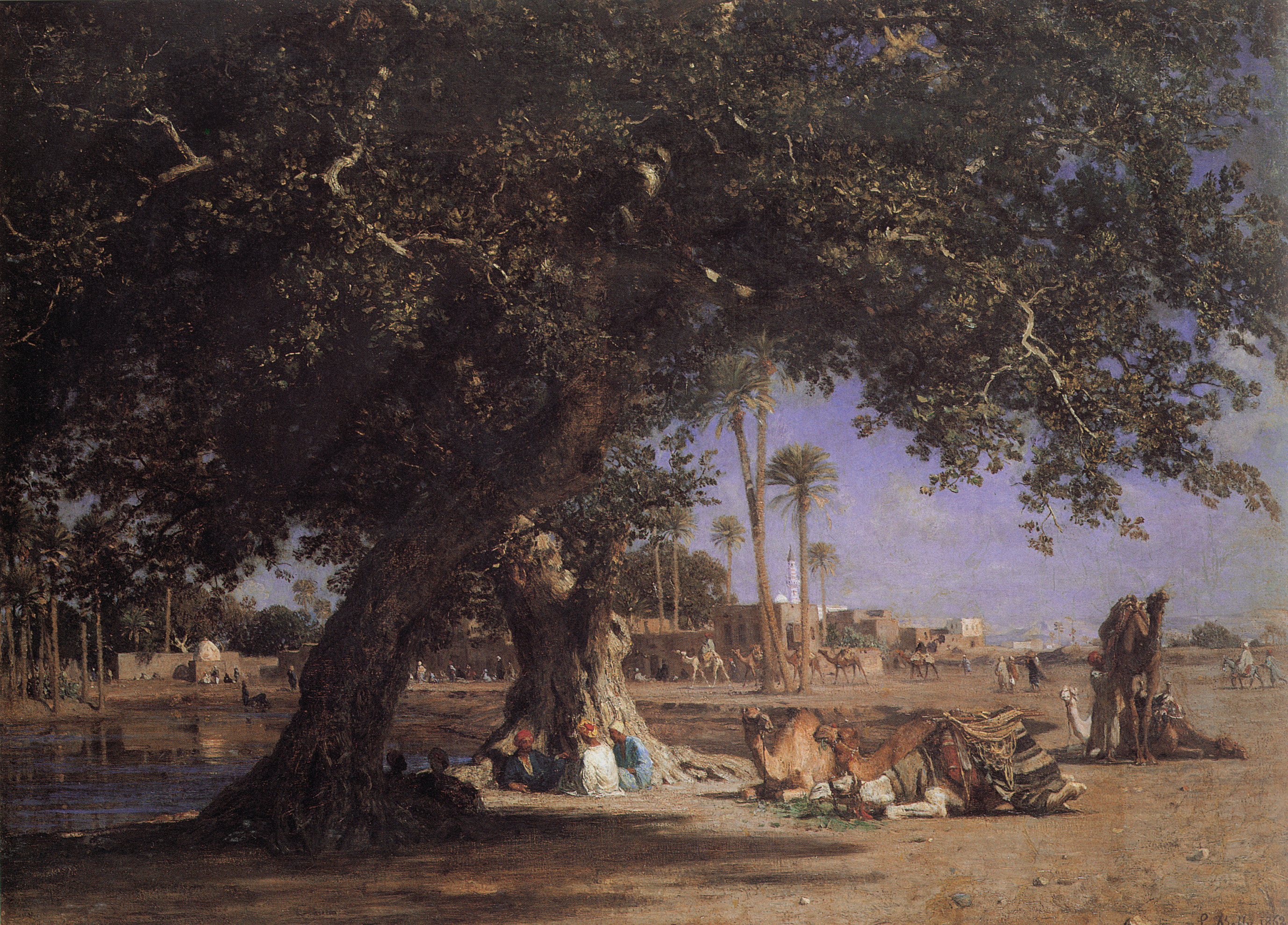
Vy över Shubra (1862). Privat ägo.

### Fotnoter
1. ↑  Google Arts & Culture, Google Arts & Culture sak-ID: m0ch1cbz, läs online.[källa från Wikidata]
2. ↑  RKDartists, RKDartists-ID: 6303, läst: 23 augusti 2017.[källa från Wikidata]
3. ↑  Belly, Léon(-Adolphe-Auguste), Grove Art Online, 12 december 2017, 10.1093/GAO/9781884446054.ARTICLE.T007735.[källa från Wikidata]
4. ↑  Union List of Artist Names, 1 december 2017, ULAN: 500017922, läs online, läst: 25 oktober 2018.[källa från Wikidata]
5. ↑  RKDartists, RKDartists-ID: 6303, läst: 26 juni 2020.[källa från Wikidata]